# József Kiss (aviateur)
Pour les articles homonymes, voir Kiss.
Cet article concerne l'aviateur austro-hongrois. Pour le poète hongrois, voir József Kiss.
József Kiss de Elemér et Ittebe, orthographié aussi Josef Kiss (né le 26 janvier 1896 à Pressburg — actuelle Bratislava — et mort au combat le 24 mai 1918 près de Lamon), surnommé « Josi », est un aviateur militaire austro-hongrois pendant la Première Guerre mondiale.

## Biographie
Son grand-père est le général hongrois Ernő Kiss.
L'avion personnel de Kiss était peint en noir avec un grand « K » blanc de chaque côté du fuselage. Il volait aux côtés des as Julius Arigi et Josef von Maier (en).
Il lui est attribué 19 victoires aériennes. Il est l'as d'origine hongroise le plus titré de la guerre.
Il aurait été abattu par l'as canadien Gerald Birks (en),.
Ses funérailles ont lieu trois jours après sa mort, à l'aérodrome de Pergine Valsugana. Un important survol d'avions alliés ennemis, dont des Britanniques, des Français et des Italiens, lâche une couronne funéraire sur laquelle est joint un message : « Notre dernier salut à notre courageux ennemi ».
Enrica Bonecker, la compagne de Kiss, ne s'est jamais mariée et s'est rendue quotidiennement sur sa tombe du cimetière militaire de Pergine-Valsugana pendant les 52 ans qui suivent sa mort jusqu'à la fermeture du lieu.

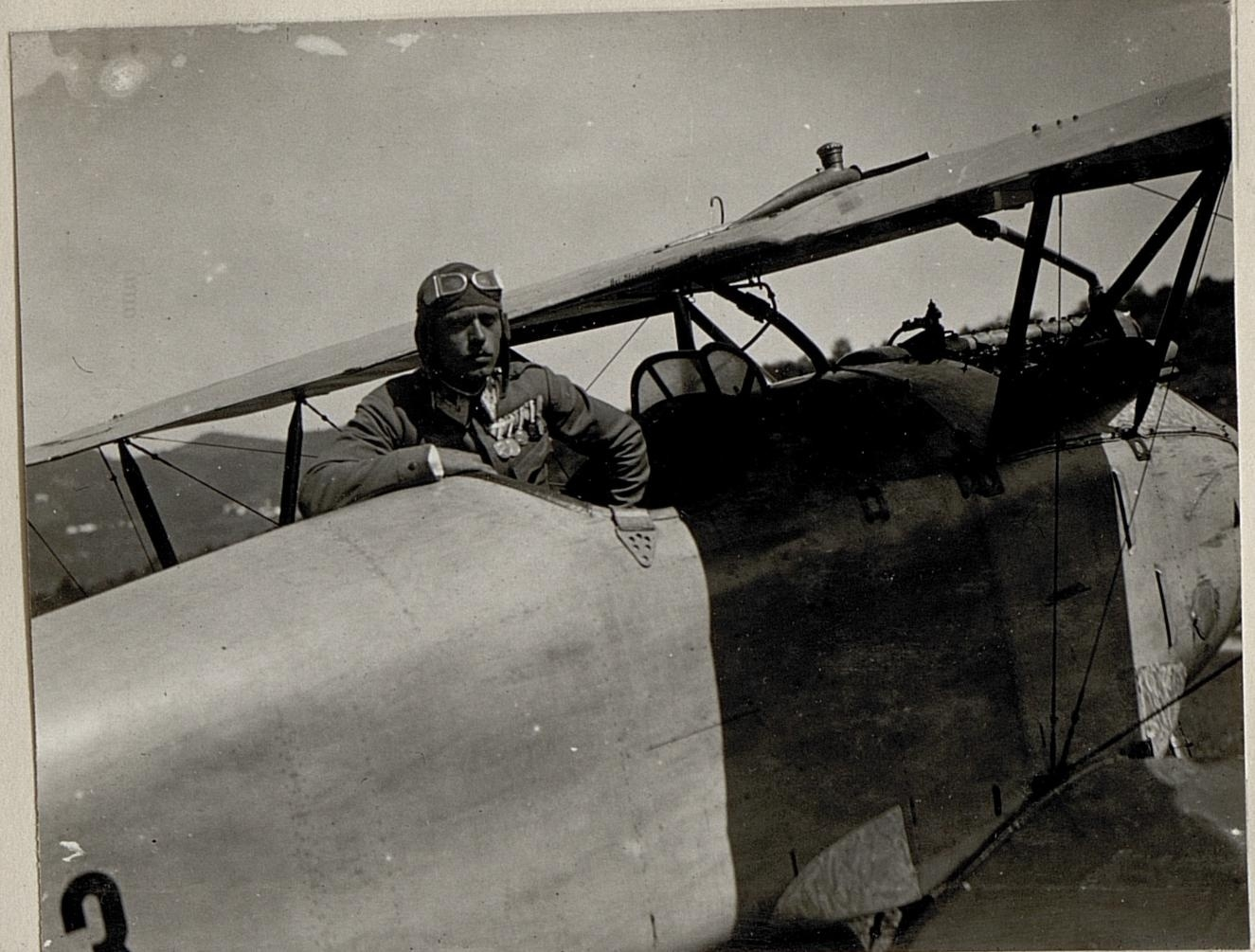
1917.
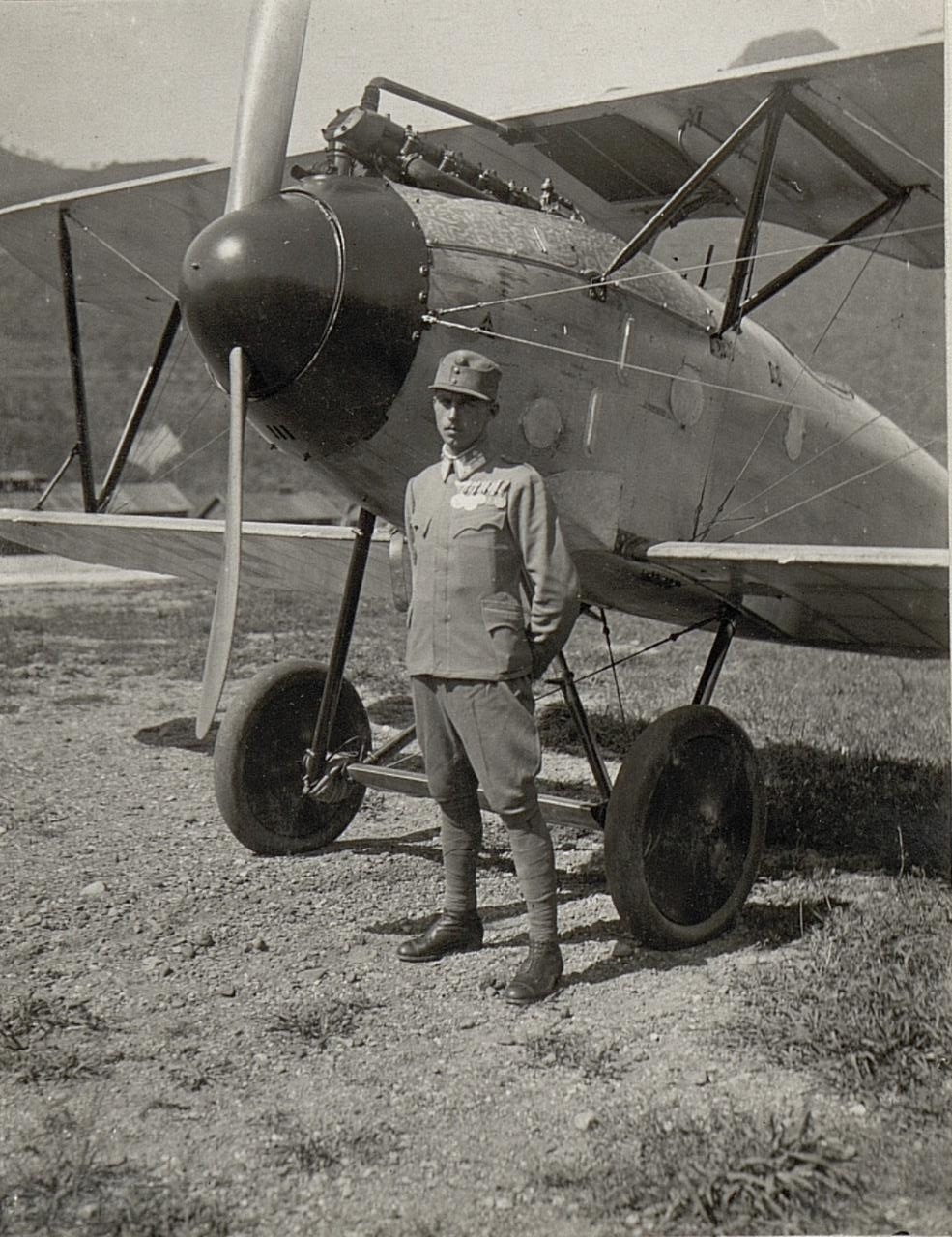
1917.
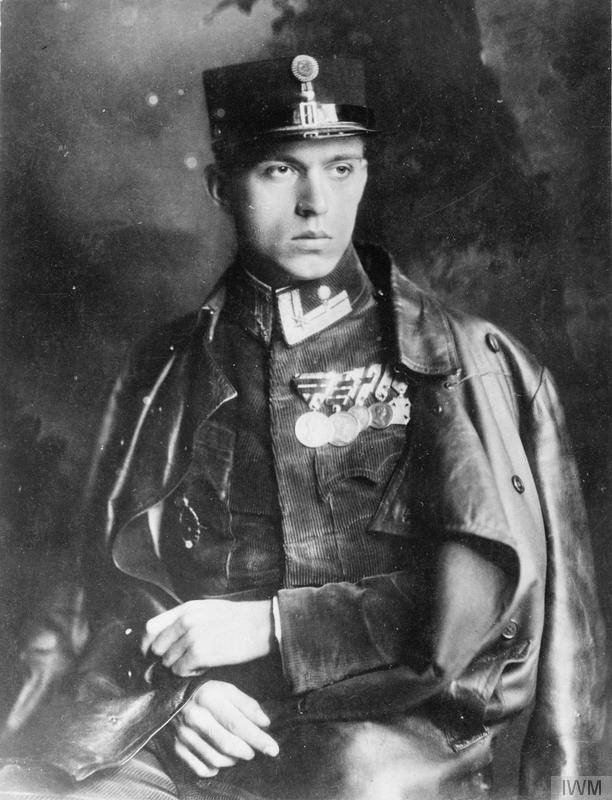
1918.